# 岡篤志
岡 篤志（おか　あつし、1995年9月3日 - ）は、茨城県つくば市出身の自転車プロロードレース選手である。

## 来歴
2011年
- SPACE ZEROPOINTの練習会に参加[1]

2012年
- キャノンデール・スペースゼロポイントに加入しJPTに参戦[1]
- JPTいわきクリテリウム 2位[1]
- ジュニアの日本代表に選出され海外のレースも経験[1]

2013年
- 全日本選手権個人タイムトライアル・ジュニア 優勝
- 8月 みやだクリテリウム Yクラスタ 優勝[2]

2014年
- EQA U23加入。
- 全日本選手権個人タイムトライアル・エリート 5位

2015年
- Trofeo Almar（U23ネイションズカップ） 19位

2016年
- 弱虫ペダルサイクリングチームに加入[1]
- Jエリートツアー個人総合優勝[2]
- 全日本個人タイムトライアル選手権U23 2位[2]
- ジャパンカップ オープンレース 優勝[2]

2017年
- 宇都宮ブリッツェンに移籍[1]。
- 6月23日 第21回全日本選手権個人タイム・トライアル・ロード・レース大会 - 男子エリート 4位
- 6月25日 第86回全日本自転車競技選手権大会ロードレース - 男子エリート - 210.0km -  序盤の集団落車に巻き込まれリタイア。その後、鎖骨骨折が判明[3]、自身初の骨折及び入院･手術[4]。
- 8月1日～9月25日 日本代表で欧州遠征[5]
- 8月19日～28日 ツール・ド・ラヴニール 日本代表 総合77位[6]
- 9月3日～6日 ブエルタ・ア・カンタブリア 参戦
- 9月8日～11日 ヴォルタ・シクリスタ・バレンシア 第3ステージ 2位[7]
- 9月18日 2017年世界選手権23個人タイムトライアル 44位[8]
- 10月14日 JPT第20戦 第4回JBCFおおいたいこいの道クリテリウム 2位[9]
- 10月15日 JPT第21戦 第4回JBCFおおいたサイクルロードレース 7位[10]

2018年
- 2月24日 JPT第1戦 第1回JBCFおきなわロードレース Day-1 優勝[11]
- 3月18日 JPT第4戦 第1回JBCF修善寺ロードレース Day-2 優勝[12]
- 8月26日 ＜エキシビション＞第2回 まつりつくばクリテリウム 優勝[13]

2019年
- 3月22日 - 24日 ツール·ド·とちぎ 総合4位
- 4月28日 第53回 JBCF 東日本ロードクラシック 群馬大会JPT 優勝
- 5月19日 ツアー・オブ・ジャパン 堺ステージ 優勝[14]
- 5月30日 - 6月2日 ツール・ド・熊野 総合2位
- 6月27日 第23回全日本選手権個人タイム・トライアル・ロード・レース大会 - 男子エリート 2位
- 7月6日 第1回 JBCF 東広島サイクルロードレーJPT 優勝
- 7月14日 第18回 JBCF 石川サイクルロードレーJPT 優勝
- 7月21日 Tokyo 2020 Test Event 15位
- 10月18日 2020年より2年契約でフランスのUCIプロコンチネンタルチームのDelko–Marseille Provenceへ移籍を発表[15]

2021年
- 6月 NIPPO DELKO One Provenceと契約満了
- 6月29日 NIPPO-Provence-PTS-Contiと契約締結し移籍

2023年
- JCL TEAM UKYO加入
- 5月25日 ツアー・オブ・ジャパン 信州飯田ステージ 優勝
- 5月28日 ツアー・オブ・ジャパン 個人総合3位
- 6月4日 ツール・ド・熊野  総合優勝
- 6月25日 全日本選手権ロードレース大会 男子エリート 2位[16]

2024年
- 1月30日 - 2月3日 アルウラー・ツアー モーストアクティブライダー賞（第2,第4,第5ステージ）
- 5月10日 - 12日 ツール・ド・熊野  総合優勝

2025年
- 宇都宮ブリッツェンに復帰[17]
- 5月11日ツール・ド・熊野 個人総合3位
- 5月19日ツアー・オブ・ジャパン 京都ステージ 優勝
- 5月25日ツアー・オブ・ジャパン 個人総合ポイント賞